# Armand-Emmanuel-Charles Guignard de Saint-Priest
Armand Emmanuel Charles Guignard de Saint-Priest, 2e comte de Saint-Priest (Constantinople, 29 septembre 1782 - Paris, 15 juin 1863) est un homme politique français.

## Biographie

### Jeunesse
Il est le deuxième fils de François-Emmanuel Guignard de Saint-Priest, 1er comte de Saint-Priest et de Wilhelmine Constance von Ludolf, il suit son père en émigration et entre au service de la Russie, devenant gouverneur d'Odessa.
Il épouse la princesse Sophie Galitzine, de la deuxième plus grande maison princière de Russie.

### Vie adulte
Il devient comte de Saint-Priest (titre de courtoisie) à la mort de son frère ainé Guillaume Emmanuel Guignard de Saint-Priest en 1814 des suites de ses blessures reçues à la bataille de Reims. 
Il revient en France sous la Restauration, il devient pair à titre héréditaire en 1822 en héritant du titre de comte de son père et le reste jusqu'en 1848, ayant prêté serment à la monarchie de Juillet.

## Famille
Il épouse, en août 1804, Sophie Alexiewna Galitzine (1777-1814), fille d'Alexis Galitzine et d'Anna Egorovna Bagration-Moukhranski. Ils ont deux enfants :
- Alexis Guignard de Saint-Priest, comte de Saint-Priest (20 avril 1805 - 27 septembre 1851) épouse Antoinette Marie Henriette de La Guiche (22 décembre 1804 - 1er mars 1865), dont descendance ;
- Olga Marie Guignard de Saint-Priest (1er juin 1807 - 27 décembre 1853) épouse Vassilo Dolgoroukov, prince Dolgoroukov (7 mars 1807 - 17 janvier 1868), dont descendance.

## Distinctions

### Décorations françaises
- Chevalier de la Légion d'honneur (décret du 19 août 1824)[1].

### Décorations étrangères

#### Empire russe
Ordre de Sainte-Anne, 1re classe